# Чемпіонат Океанії з легкої атлетики 2022
Чемпіонат Океанії з легкої атлетики 2022 був проведений 7-9 червня в Маккаї на стадіоні міського Центра водних видів спорту та відпочинку (англ. Mackay Aquatic and Recreation Centre).

## Призери

### Чоловіки
| Дисципліни                | Золото                                                          | Золото      | Срібло                                                               | Срібло   | Бронза                                                                 | Бронза   |
| ------------------------- | --------------------------------------------------------------- | ----------- | -------------------------------------------------------------------- | -------- | ---------------------------------------------------------------------- | -------- |
| 100 метрів                | Джейк Доран Австралія                                           | 10,19 CR    | Едвард Осеї-Нкетія Нова Зеландія                                     | 10,23    | Джошуа Адзопарді Австралія                                             | 10,27    |
| 200 метрів                | Айден Мерфі Австралія                                           | 20,76       | Калеб Лоу Австралія                                                  | 20,90    | Джейк Доран Австралія                                                  | 20,91    |
| 400 метрів                | Алекс Бек Австралія                                             | 46,71       | Лаям Вебб Нова Зеландія                                              | 47,50    | Іен Галпін Австралія                                                   | 48,73    |
| 800 метрів                | Бред Матас Нова Зеландія                                        | 1.53,60     | Майкл Доусон Нова Зеландія                                           | 1.55,37  | Адольф Кауба Папуа Нова Гвінея                                         | 1.56,94  |
| 1500 метрів               | Семюел Таннер Нова Зеландія                                     | 3.42,56 CR  | Мік Становсек Австралія                                              | 3.45,98  | Метью Тейлор Нова Зеландія                                             | 3.50,18  |
| 5000 метрів               | Сем Мак-Енті Австралія                                          | 13.46,39 CR | Джек Брюс Австралія                                                  | 13.57,65 | Єшніль Каран Фіджі                                                     | 15.26,45 |
| 10000 метрів              | Тім Вінсент Австралія                                           | 29.49,66    | Сіуне Кагль Папуа Нова Гвінея                                        | 32.44,08 | Саймон Чарлі Вануату                                                   | 35.55,78 |
| 110 метрів з бар'єрами    | Ніколас Гаф Австралія                                           | 13,43 CR    | Ніколас Ендрюс Австралія                                             | 13,62    | Сем Гервуд Австралія                                                   | 13,70    |
| 400 метрів з бар'єрами    | Конор Фрай Австралія                                            | 52,10       | Люк Мейджор Австралія                                                | 52,84    | Данієль Бауль Папуа Нова Гвінея                                        | 53,10    |
| 3000 метрів з перешкодами | Лаям Кашін Австралія                                            | 9.01,62     | Люк Грейвз Австралія                                                 | 9.15,35  | Акіла Туралом Папуа Нова Гвінея                                        | 9.56,26  |
| 4×100 метрів              | Фіджі Вайсале Іноке Рате Такаукоро Рату Рамуакалу Нікола Райк'ю | 41,64       | Папуа Нова Гвінея Паїс Візіль Терренс Таліо Каро Іга Тімоті Туна     | 41,77    | Острови Кука Едвард Нга Пірітау Нга Улукалалаата Пасіна Данієль Толоса | 47,24    |
| 4×400 метрів              | Австралія A Конор Фрай Ієн Галпін Айден Мерфі Люк Мейджор       | 3.11,14     | Австралія B Камерон Сієрл Нік Дональдсон Коннор Діффі Каллум Рорісон | 3.11,47  | Папуа Нова Гвінея Паїс Візіль Адольф Кауба Терренс Таліо Данієль Бауль | 41,77    |
| Ходьба 5000 метрів        | Рідіан Коулі Австралія                                          | 19.57,43 CR | не вручалась                                                         |          | не вручалась                                                           |          |
| Ходьба 10000 метрів       | Рідіан Коулі Австралія                                          | 46.32,45    | не вручалась                                                         |          | не вручалась                                                           |          |
| Стрибки у висоту          | Гаміш Керр Нова Зеландія                                        | 2,24        | Юал Рет Австралія                                                    | 2,21     | Джоел Бейден Австралія                                                 | 2,15     |
| Стрибки з жердиною        | Дальтон ді Медіо Австралія                                      | 5,10        | Джеймс Стейн Нова Зеландія                                           | 5,10     | Ангус Армстронг Австралія                                              | 5,10     |
| Стрибки у довжину         | Крістофер Мітревські Австралія                                  | 7,90        | Дарсі Ропер Австралія                                                | 7,84     | Каро Іга Папуа Нова Гвінея                                             | 7,17     |
| Потрійний стрибок         | Джуліан Конле Австралія                                         | 16,21 CR    | Айо Оре Австралія                                                    | 16,17    | Шемая Джеймс Австралія                                                 | 15,94    |
| Штовхання ядра            | Дем'єн Беркінхед Австралія                                      | 18,59       | Раян Баллантайн Нова Зеландія                                        | 18,42    | Нік Палмер Нова Зеландія                                               | 18,21    |
| Метання диска             | Коннор Белл Нова Зеландія                                       | 57,51       | Лохлан Пейдж Австралія                                               | 54,83    | Дебоно Парака Папуа Нова Гвінея                                        | 53,33    |
| Метання молота            | Нед Везерлі Австралія                                           | 69,09 CR    | Ентоні Небіло Нова Зеландія                                          | 67,29    | Тімоті Гейс Австралія                                                  | 66,31    |
| Метання списа             | Круз Хоган Австралія                                            | 79,25 CR    | Камерон Мак-Інтайр Австралія                                         | 78,42    | Гаміш Пікок Австралія                                                  | 74,91    |
| Десятиборство             | Макс Атвелл Нова Зеландія                                       | 7635        | Алек Даймонд Австралія                                               | 7582     | Крістіан Пейнтер Австралія                                             | 7296     |

### Жінки
| Дисципліни                | Золото                                                              | Золото     | Срібло                                                                   | Срібло   | Бронза                                                                  | Бронза   |
| ------------------------- | ------------------------------------------------------------------- | ---------- | ------------------------------------------------------------------------ | -------- | ----------------------------------------------------------------------- | -------- |
| 100 метрів                | Зої Гоббс Нова Зеландія                                             | 11,09 AR   | Брі Мастерс Австралія                                                    | 11,34    | Елла Конноллі Австралія                                                 | 11,53    |
| 200 метрів                | Джорджія Галлс Нова Зеландія                                        | 23,45      | Елла Конноллі Австралія                                                  | 23,82    | Брі Мастерс Австралія                                                   | 23,87    |
| 400 метрів                | Розі Елліотт Нова Зеландія                                          | 52,97      | Ізабель Ніл Нова Зеландія                                                | 53,47    | Джессіка Торнтон Австралія                                              | 53,71    |
| 800 метрів                | Тесс Керсопп-Коул Австралія                                         | 2.04,63    | Клаудія Голлінгсворт Австралія                                           | 2.04,79  | Голлі Меннінг Нова Зеландія                                             | 2.06,35  |
| 1500 метрів               | Клаудія Голлінгсворт Австралія                                      | 4.12,33 CR | Еббі Колдвелл Австралія                                                  | 4.12,62  | Джайла Генкок-Камерон Австралія                                         | 4.15,11  |
| 5000 метрів               | Пейдж Кемпбелл Австралія                                            | 16.07,56   | Натанія Тан Північні Маріанські Острови                                  | 19.31,01 | Онган Ава Папуа Нова Гвінея                                             | 19.58,68 |
| 10000 метрів              | Натанія Тан Північні Маріанські Острови                             | 41.15,60   | не вручалась                                                             |          | не вручалась                                                            |          |
| 100 метрів з бар'єрами    | Селесте Муччі Австралія                                             | 12,75w     | Мішель Єннеке Австралія                                                  | 12,95w   | Еббі Таддео Австралія                                                   | 13,05w   |
| 400 метрів з бар'єрами    | Сара Карлі Австралія                                                | 55,98 CR   | Броуді Мейт Австралія                                                    | 58,82    | Женев'єв Коуві Австралія                                                | 1.00,47  |
| 3000 метрів з перешкодами | Брієль Ербахер Австралія                                            | 9.57,60    | Кара Фейн-Раян Австралія                                                 | 9.59,67  | не вручалась                                                            |          |
| 4×100 метрів              | Австралія Елла Конноллі Брі Мастерс Монік Квірк Наа Ананг           | 44,06 CR   | Нова Зеландія Талія ван Руєн Брук Сомерфілд Емі Робертсон Марієль Веніда | 47,03    | не вручалась                                                            |          |
| 4×400 метрів              | Нова Зеландія Кемрін Смарт Джорджія Галлс Роузі Елліотт Ізабель Ніл | 3.35,03 CR | Австралія А Сара Карлі Джессіка Торнтон Джасмін Гатрі Гелен Преторіус    | 3.37,62  | Австралія B Ілана Грендайн Тесс Кірсопп-Коул Женев'єв Коуві Броуді Мейт | 3.39,25  |
| Ходьба 5000 метрів        | Кортні Раск Нова Зеландія                                           | 25.02,84   | не вручалась                                                             |          | не вручалась                                                            |          |
| Ходьба 10000 метрів       | Джемайма Монтаг Австралія                                           | 44.18,86   | Ребекка Гендерсон Австралія                                              | 45.31,41 | Кеті Гейворд Австралія                                                  | 46.14,77 |
| Стрибки у висоту          | Ерін Шоу Австралія                                                  | 1,85       | Кілі О'Хеган Нова Зеландія                                               | 1,82     | Емілі Вілан Австралія                                                   | 1,76     |
| Стрибки з жердиною        | Олівія Мак-Теггарт Нова Зеландія                                    | 4,50       | Імоджен Айріс Нова Зеландія                                              | 4,40     | Джеймі Скруп Австралія                                                  | 4,00     |
| Стрибки у довжину         | Томіша Кларк Австралія                                              | 6,38       | Саманта Дейл Австралія                                                   | 6,31     | Марія Рірінуї Нова Зеландія                                             | 6,20     |
| Потрійний стрибок         | Кайла К'юба Австралія                                               | 13,56 CR   | Дезлі Овусу Австралія                                                    | 13,30    | Хлої Гренейд Австралія                                                  | 12,76    |
| Штовхання ядра            | Атамма Туутафаїва Тонга                                             | 16,29      | Ліванте Суемаї Австралія                                                 | 15,27    | Емма Берг Австралія                                                     | 15,05    |
| Метання диска             | Тарін Голлшевські Австралія                                         | 57,39      | Татьяна Каумоана Австралія                                               | 54,20    | Ліванте Суемаї Австралія                                                | 52,80    |
| Метання молота            | Ніколь Бредлі Нова Зеландія                                         | 67,99      | Лорен Брюс Нова Зеландія                                                 | 67,90    | Александра Галлі Австралія                                              | 67,11    |
| Метання списа             | Макензі Літтл Австралія                                             | 63,18      | Торі Пітерс Нова Зеландія                                                | 60,68    | Келсі-Лі Барбер Австралія                                               | 60,63    |
| Семиборство               | Таней Крейз Австралія                                               | 5945 CR    | Крістіна Раян Нова Зеландія                                              | 5282     | Аліша Бернетт Австралія                                                 | 4521     |

## Медальний залік
| Місце               | Країна                      | Золото | Срібло | Бронза | Загалом |
| ------------------- | --------------------------- | ------ | ------ | ------ | ------- |
| 1                   | Австралія                   | 31     | 24     | 25     | 80      |
| 2                   | Нова Зеландія               | 12     | 14     | 4      | 30      |
| 3                   | Північні Маріанські Острови | 1      | 1      | 0      | 2       |
| 4                   | Фіджі                       | 1      | 0      | 2      | 3       |
| 5                   | Тонга                       | 1      | 0      | 0      | 1       |
| 6                   | Папуа Нова Гвінея           | 0      | 3      | 6      | 9       |
| 7                   | Вануату                     | 0      | 0      | 1      | 1       |
| 7                   | Острови Кука                | 0      | 0      | 1      | 1       |
| Загалом (8 збірних) | Загалом (8 збірних)         | 46     | 42     | 39     | 127     |